# マエブール

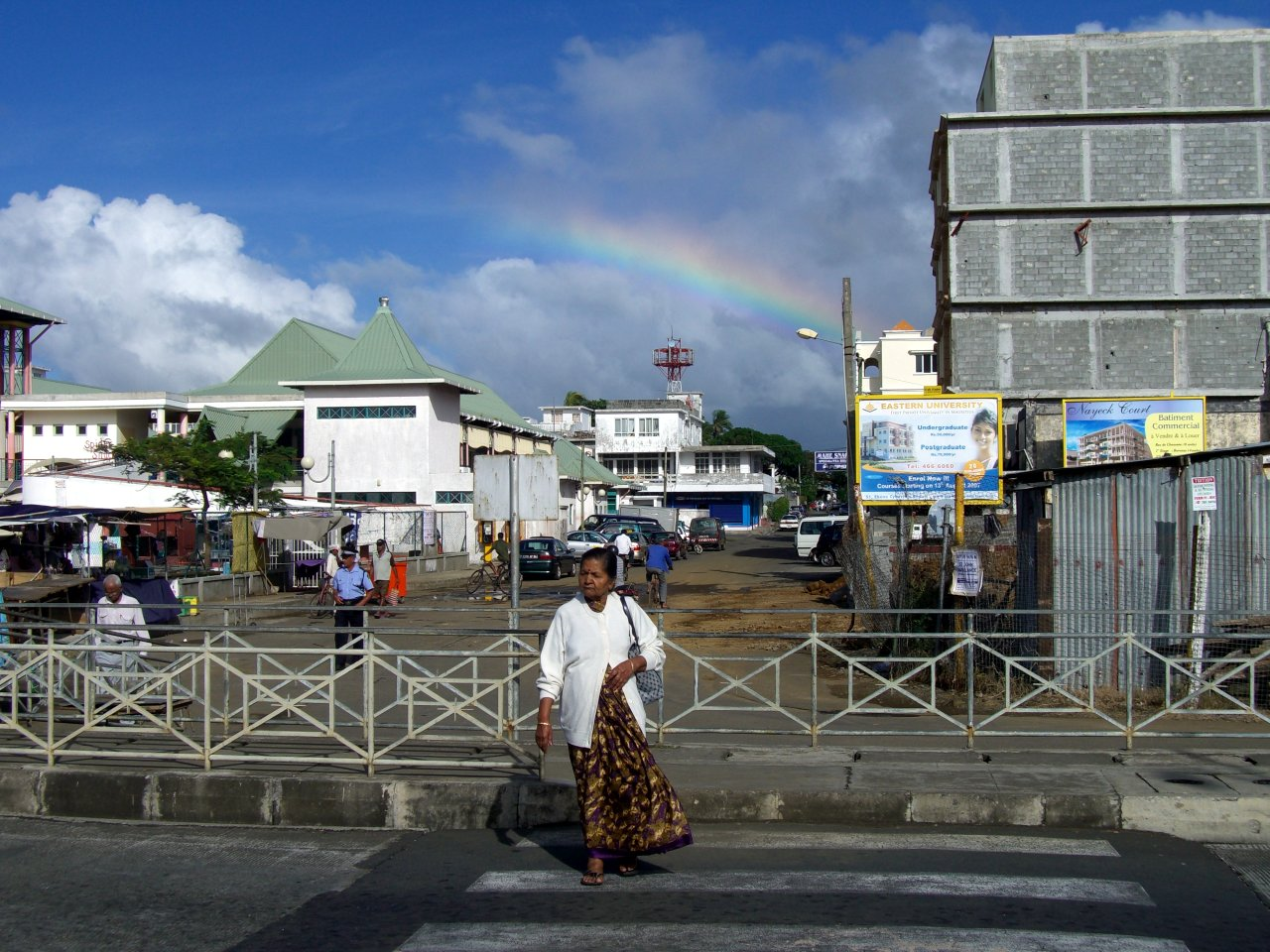
マエブールの街並み

マエブール(Mahébourg)は、モーリシャスの都市。
モーリシャス島の南東岸に位置し、グラン・ポール県に属する。
2015年7月1日の人口は1万5457人。
面積は2.24km2で、人口密度は6900.4人/km2。
マエブールはモーリシャスのフランス統治時代における最も有能な総督であったBertrand-François Mahé de La Bourdonnaisにちなんで名づけられた。
マエブールはそれ以前の短いオランダ統治時代から開発されていた。
マエブールはフランス統治時代の1806年に大きく開発された。
現在でも、マエブールの旧市街ではよく計画された街並みにオランダやフランス時代の名残がある。
イギリス統治時代に首都がポートルイスへと移されてからマエブールの重要性は減少し、静かな港町となった。
現在では、国立海軍博物館においてこの街の沖で戦われたイギリス海軍とフランス海軍の展示があり、またオランダ歴史博物館では初期オランダ人植民者の歴史を知ることができる。
現在ではマエブールは地元の商業の中心地となっている。
海岸部は整備され、カジノも開設されており、国内や海外からの観光客も増加している。
そのため、彼らを受け入れるホテルも整備され始めている。
マエブールには国内最大のラグーンがあり、そこでの漁業も重要な産業となっている。
マエブールには3つの小学校と4つの中学校がある。